# جرونكي روزا
جرونشي روزا (بالإيطالية: Gronchi rosa) هو خطأ نادر في تصميم طابع بريدي إيطالي يُظهر الحدود القديمة بين بيرو والإكوادور. وهذه إحدى الطوابع الصادرة عام 1961 بمناسبة رحلة الرئيس جيوفاني جرونشي إلى ثلاث دول في أمريكا الجنوبية. حيث صدر في 3 أبريل 1961 ولكن سحب في نفس اليوم بعد ملاحظة الخطأ. ثم استبدال الطابع المسحوب بنسخة رمادية.
كانت الطائرة التي تبلغ قيمتها 205 ليرة وردية مخصصة للتوقف في بيرو. ولقد ارتكب الفنان خطأ في الحدود بين البيرو والإكوادور. ثم استبدلوا الطابع البريدي الوردي بسرعة بإصدار رمادي اللون مع حدود مصححة ولكن بعض الهدايا التذكارية البريدية التي تستخدم طابع جرونكي روزا كانت موجودة بالفعل. ومن المعروف أن هذه الطوابع مزورة.
وكان من المقرر أن تبدأ الصلاحية القانونية في 6 أبريل 1961 -تاريخ رحيل الرئيس- ولكن علقت الصلاحية واستبدل الطابع بـ "جرونكي جريجيو".

## الوصف
الطابع البريدي بقيمة 205 ليرة ولونه وردي يحمل خريطة لأمريكا الجنوبية. وهي واحدة من مجموعة من ثلاثة طوابع مخصصة للدول التي زارها جيوفاني جرونشي: الأرجنتين (170 ليرة) وأوروغواي (185 ليرة) وبيرو (205 ليرة). القيمة الاسمية للطوابع الثلاثة تتوافق مع سعر البريد الجوي الساري في ذلك الوقت لإرسال البريد في الدول الثلاث المقابلة في أمريكا الجنوبية. طرحت المجموعة للبيع في مكاتب الطوابع البريدية يوم الاثنين الموافق لعيد الفصح 3 أبريل 1961، ولم يؤد هذا التزامن مع العطلة إلى خلق الحضور المعتاد في مكاتب البريد لذلك بيع 79625 مجموعة كاملة فقط من الطوابع الثلاثة حتى صدور الأمر القاطع بسحب الطابع المخالف في مساء يوم الإصدار.

### الخطأ
يسلط خطأ جرونتشي روزا الضوء على حدود بيرو لكنه يُظهر الحدود التي كانت موجودة قبل حرب 1941-1942 مع الإكوادور. فبعد هذه الحرب ضمت بيرو أراضي واسعة في حوض الأمازون وقد وضح هذا الاستحواذ على الخرائط منذ ذلك الحين، نتج الخطأ عن استخدام أطلس جغرافي قديم قدم عن طريق الخطأ إلى الرسام ريناتو مورا. واندلع الصراع بين الدولتين اللاتينيتين في الوقت الذي كانت فيه الحرب العالمية الثانية مشتعلة في أوروبا لذلك مر دون أن يلاحظه أحد على الإطلاق بين معظم الناس، وخاصة عندما استخدمت طبعة عام 1939 من أطلس دي أغوستيني كمصدر لخطأ الحدود والذي أظهر الوضع الجغرافي والسياسي قبل الحرب الإكوادورية البيروفية.

## السحب
الاستعدادات للرحلة الوشيكة لرئيس الجمهورية الإيطالية جيوفاني جرونشي إلى أمريكا الجنوبية هي على قدم وساق عندما طرحت سلسلة الطوابع التذكارية لهذا الحدث للبيع في 3 أبريل 1961. فكل طابع في المجموعة يصور -على الجانب الأيمن- خريطة أوروبا مع إيطاليا بلون مميز و-على الجانب الأيسر- القارة الأمريكية مع الدولة الواقعة في أمريكا الجنوبية التي تشير إليها القيمة الاسمية وذلك بلون أغمق. حيث كان الرابط المثالي بين القارتين هو الطائرة الرئاسية التي كانت مقدمتها تشير نحو القارة الأميركية. فباختصار كان من المستحيل تقريبًا بالنسبة لأولئك الذين يعرفون الجغرافيا الأحدث ألا يلاحظوا الخطأ الصارخ.
في صباح يوم الاثنين الموافق لعيد الفصح حصل السفير البيروفي لدى إيطاليا ألفونسو أرياس على المجموعة الكاملة من الطوابع التذكارية الثلاثة. فأثار التصميم احتجاجات فورية من السفير البيروفي لأن الحدود غير الصحيحة استبعدت جزء من الأمازون الذي ينتمي الآن إلى بيرو ومع أن هذا الضم كان محل نزاع بالنسبة للإكوادور. عُلق التوزيع على الفور بعد بيع 79,625 نسخة من الطوابع.
وفي صباح يوم الثلاثاء 4 أبريل/نيسان أصدرت وزارة البريد والاتصالات أمراً نهائياً بسحب الطوابع المثيرة للجدل من البيع وإعادة الطوابع غير المباعة إلى معهد البوليجرافيكو للتدمير واستبدال الأوراق المختومة بنسخة مصححة جديدة تسلم للبيع في اليوم التالي الأربعاء 5 أبريل/نيسان. وسيكون الطابع البريدي الجديد صالحًا أيضًا حيث ستُعلن مجموعة الطوابع البريدية بأكملها صالحة للبريد يوم الخميس 6 أبريل عندما تبدأ الرحلة الرسمية. وكان من المقرر أن تُختم الطوابع البريدية على الرسائل الجوية التي تحملها الطائرة الرئاسية، وكان يُسمح ببيعها قبل ثلاثة أيام من الموعد المحدد للسماح للمواطنين البسطاء والجامعين بإعداد رسالة جوية خاصة بهم في الوقت المناسب وإرسالها إلى روما حيث ستلغى مع ختم البريد التذكاري ثم تُحمّل على متن الطائرة الرئاسية.
حاولت هيئة البريد الإيطالية التخلص من الطوابع حتى تلك التي بيعت بالفعل. وأمروا بتغطية العينات التي ختموها وإرسالها بنسخة مصححة (باللون الرمادي) واعتراض البريد في عملية خاطفة كبيرة. ومع ذلك فقد نجت بعض العينات من العملية وعلى هذا أصبحت القطعة الأكثر طلبًا لهواة جمع الطوابع الإيطاليين. وتوجد آراء متضاربة حول عدد هذه الطوابع المتداولة بين التجار والجامعين. في عام 1966 أشار بيان صحفي رسمي صادر عن البريد الإيطالي إلى 79.625 عينة نجت من الاستدعاء 90 منها محفوظة للمتاحف البريدية و80 كهدايا للدبلوماسيين.

## روابط خارجية
- جرونتشي روزا الوهمية